# Еряпкино
Еряпкино (чув. Ерепьел и Хулату) — упразднённая в 2004 году деревня в Алькеевском районе Татарстана России. Входила на момент упразднения в состав Чувашско-Бурнаевского сельского поселения
.
Проживали чуваши, русские (2002).

## Топоним
В 1795 г. значится как деревня «Старая Иштубаева, Ерабкина тожъ»

## География
Деревня находилась у реки Бурнайка в 15 км к югу от с. Базарные Матаки
.

## История
Ясачное чувашское селение. До основания деревни на его месте находились «бортные ухожья» ясачных чуваш деревни Андреево Свияжского уезда. В 1676 году здесь, между речками Атас и Инча, поселились 11 потомков чуваш из Андреевки — Иштыбайка Ахтубаев, Мралейка Томакаев, Сардакайка Яндыбаев и другие.
В 1898—1902 гг. во время экспедиции по сбору материалов деревню посетил финский языковед, фольклорист и этнолог Х.Паасонен, результаты его исследований частично опубликованы в книге «Gebräuche und Volksdichtung der Tschuwassen» («Обычаи и народная поэзия чувашей», Хельсинки, 1949)В 1898—1902 гг. во время экспедиции по сбору материалов деревню посетил финский языковед, фольклорист и этнолог Х.Паасонен, результаты его исследований частично опубликованы в книге «Gebräuche und Volksdichtung der Tschuwassen» («Обычаи и народная поэзия чувашей», Хельсинки, 1949).

### Административно-территориальная принадлежность
До 1920 г. деревня входила в Алькеевскую волость Спасского уезда Казанской губернии. С 1920 г. в составе Спасского кантона ТАССР. С 10 августа 1930 г. — в Алькеевском, с 1 февраля 1963 г. — в Куйбышевском, с 12 января 1965 г. — в Алькеевском районах.
До 2004 г. входила в состав Чувашско-Бурнаевского сельского поселения.
В 2004 году населённый пункт был упразднён в связи с переселением жителей в другие населенные пункты.

## Название
Современное название поселения происходит от личного имени Ереп, от него и фамилия Ерепов.
Первоначальное название "Хулату" (бук. Город на горе , сейчас назв. дер. Еряпкино (в б. Спасск. у.). || Назв. места, где была крепость.

## Население
2002 год — 7 человек (чуваши), русские).

## Инфраструктура
Основа экономики — сельское хозяйство.
В 1930 году в деревне организован колхоз «Пчела», в 1957 г. вошедший в состав колхоза имени Ленина (с 1987 г. колхоз «Прогресс»). Сельчане работали на кролиководческой, овцеводческой, молочной, куриной фермах. После распада СССР колхоз закрылся, в 1996 году начал действовать сельскохозяйственный производственный кооператив «Якты Куль».

## Транспорт
Автодорога Нижнее Алькеево — Кузнечиха.

## См. Также
Ерепкино
Ерепкино